# رشح (زراعة)

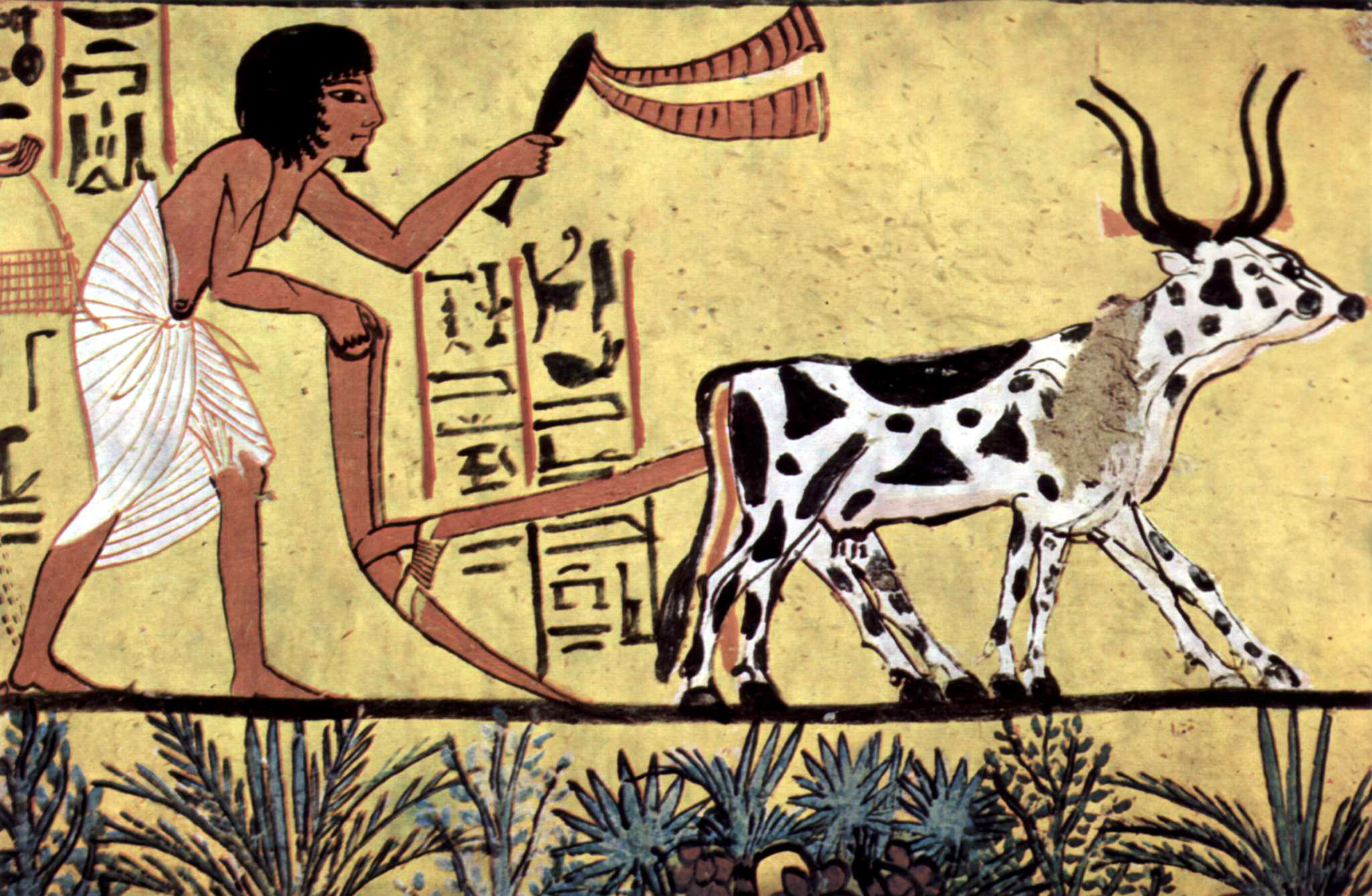

في الزراعة، فإن الغسل أو الرشح هي العملية التي من خلالها يتم غسل المغذيات النباتية القابلة للذوبان في التربة، من خلال الأمطار والري. تؤخذ بنية التربة وزراعة المحاصيل ومعدلات تطبيق الأسمدة وعوامل أخرى في الحسبان لتجنب الفقد الزائد للمغذيات. قد يشير الغسل أيضًا إلى ممارسة تطبيق كمية صغيرة من الري الزائد حيث يحتوي الماء على نسبة عالية من الأملاح لتجنب الأملاح من التراكم في التربة. عند ممارسة هذه العملية يجب أيضًا استخدام تصريف المياه، لنقل المياه الزائدة.
الغسل هو مصدر قلق للبيئة الطبيعية عندما يساهم في تلوث المياه الجوفية. عندما تتسرب المياه من الأمطار أو الفيضانات أو غيرها من المصادر إلى الأرض، يمكنها إذابة المواد الكيميائية ونقلها إلى مصدر المياه الجوفية. ومما يثير القلق بشكل خاص مقالب النفايات الخطرة ومكبات النفايات، وفي الزراعة، الأسمدة الزائدة، والسماد الحيواني المخزن بشكل غير صحيح، والمبيدات الحيوية (مثل المبيدات الحشرية ومبيدات الفطريات ومبيدات الحشرات ومبيدات الأعشاب).
تتأثر درجة الغسل بما يلي:
- نوع التربة وهيكلها. على سبيل المثال، تحتوي التربة الرملية على كمية قليلة من المياه بينما تحتوي التربة الطينية على معدلات عالية للاحتفاظ بالمياه ؛
- كمية المياه التي تستخدمها النباتات / المحاصيل ؛
- كم نترات موجودة بالفعل في التربة.[1]